# العصب الشوكي الصدري 9

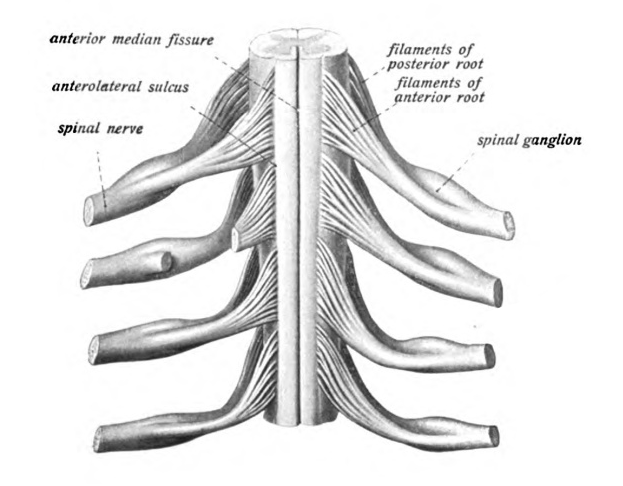
الحبل الشوكي مع الأعصاب الشوكية.

العصب الشوكي الصدري التاسع (T9) هو عصب شوكي من القطعة الصدرية.
ينشأ من العمود الفقري من أسفل الفقرة الصدرية التاسعة (T9).